# 乔希·布加伊斯基
乔希·布加伊斯基（Josh Bugajski，1990年10月5日—），英国男子赛艇运动员，2019年世界赛艇锦标赛男子八人单桨有舵手铜牌得主、2020年夏季奥林匹克运动会男子八人单桨有舵手铜牌得主。